# Elle Alexandra
Elle Alexandra (Bakersfield, California; 6 de febrero de 1991) es una actriz pornográfica y modelo erótica estadounidense.

## Biografía
Alexandra, nombre artístico de Ashley Bohannon, nació en febrero de 1991 en la ciudad de Bakersfield, capital del Condado de Kern de California, en una familia con ascendencia irlandesa y nativoamericana, concretamente cheroqui. Al cumplir la mayoría de edad se marchó hasta Chicago, donde comenzó su carrera como modelo erótica, trabajando para firmas tan prestigiosas como Playboy.
En 2011, a sus 20 años de edad, decidió dar el salto y entrar en la industria pornográfica. Aunque se declara heterosexual, como actriz porno solo ha rodado películas de temática lésbica. Ha trabajado para productoras como SexArt, Kick Ass, Digital Sin, Girlfriends Films, Sweetheart Video, Lethal Hardcore, FM Concepts o Jules Jordan Video.
En los Premios AVN ha estado nominada al galardón de Artista lésbica del año durante las ediciones de 2014, 2015 y 2016, los tres años en los que lleva entregándose el premio en esta categoría.
En 2014 fue nominada en los Premios XBIZ a la Artista lésbica del año y a la Mejor escena en película lésbica por Meow! 3 junto a Lexi Belle y Aiden Ashley.
Algunas películas de su filmografía son Fantasy Solos 6, Flaming Asses, Girl On Girl Fantasies 4, I Kiss Girls, Itty Bitty Titty Committee, Lesbian Stepsisters, Next Door and Alone, Polyamory 2 o Red Hot Lesbians.
Se retiró en 2018, habiendo grabado más de 300 películas como actriz.

## Premios y nominaciones
| Año  | Ceremonia         | Resultado | Premio                                   | Trabajo                                         |
| ---- | ----------------- | --------- | ---------------------------------------- | ----------------------------------------------- |
| 2013 | Sex Awards        | Nominada  | Sexiest Adult Star                       | —                                               |
| 2014 | Premios AVN       | Nominada  | Artista lésbica del año                  | —                                               |
| 2014 | Spank Bank Awards | Nominada  | Clam Crazed Cooze of the Year            | —                                               |
| 2014 | Spank Bank Awards | Nominada  | Pussy Eating Princess of the Year        | —                                               |
| 2014 | Premios XBIZ      | Nominada  | Artista lésbica del año                  | —                                               |
| 2014 | Premios XBIZ      | Nominada  | Mejor escena de sexo en película lésbica | Meow! 3                                         |
| 2015 | Premios AVN       | Nominada  | Artista lésbica del año                  | —                                               |
| 2016 | Premios AVN       | Nominada  | Artista lésbica del año                  | —                                               |
| 2017 | Premios AVN       | Nominada  | Mejor escena de sexo lésbico             | The Lesbian Experience: An Unexpected Encounter |
| 2018 | Premios AVN       | Nominada  | Mejor escena de sexo lésbico en grupo    | Christmas Spirit                                |